# Nhảy thiết hài
Nhảy thiết hài (tiếng Anh: tap dance) là thể loại nhảy múa xuất phát từ vũ điệu Ái Nhĩ Lan, sau du nhập sang Bắc Mỹ dùng giày có đế cứng bằng kim loại (chủ yếu là sắt) để gõ xuống sàn cứng nghe lách lách, nhịp nhàng, ăn khớp với điệu nhạc.

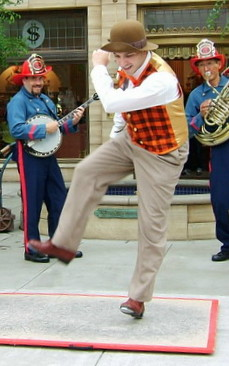
Vũ công trình diễn nhảy thiết hài, có thể nhìn thấy phía mũi giày đính mảnh kim loại để gõ ra tiếng trên sàn cứng

## Lịch sử
Nguyên thủy đây là vũ điệu dân gian ở Âu châu vùng Ái Nhĩ Lan và Tô Cách Lan, khi truyền sang Mỹ theo chân các nhóm di dân thì vũ điệu du nhập thêm các yếu tố vũ khúc của người da đen nên càng đa dạng để nảy sinh ra tap dance. Ở Ái Nhĩ Lan thì vũ công chủ yếu giậm chân trong khi giữ thế người đứng thẳng, đầu và hai tay không mấy cử động nhưng nhảy thiết hài của thế kỷ 20 thì cả thân người phải vận động với nhiều tiết tấu. Các sử gia ngành nhạc thường xếp nhảy thiết hài vào dòng nhạc jazz.

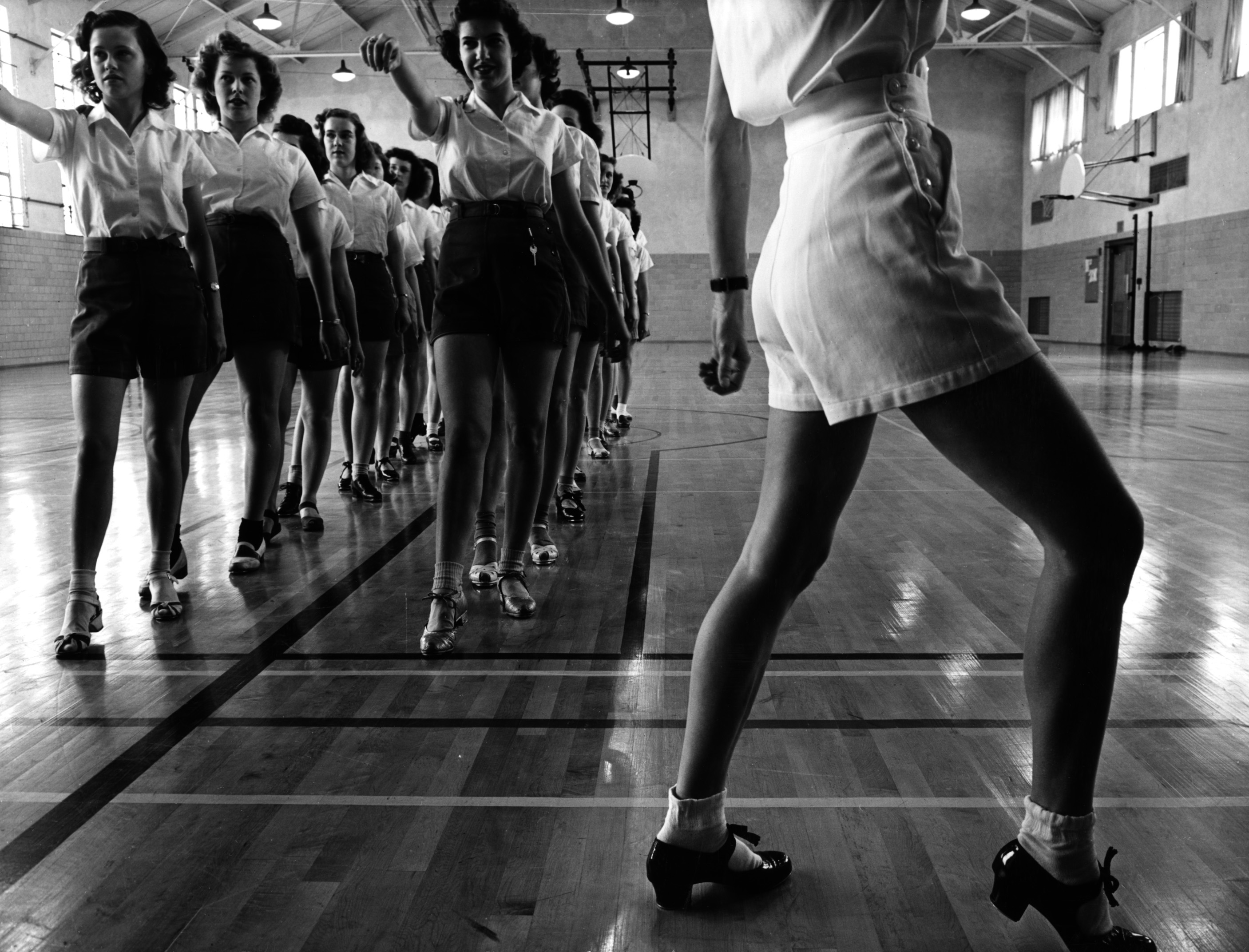
Lớp học nhảy thiết hài tại Iowa State, 1942

Thời kỳ vàng son vũ điệu thiết hài là vào các thập niên 1930 và 40. Ngành điện ảnh Hollywood cũng đóng góp nhiều vào việc phổ biến điệu vũ này trong các phim nhạc truyện (musical). Tài tử Fred Astaire đã nổi tiếng vì khả năng nhảy thiết hài trong nhiều cuốn phim ăn khách nhất của thời kỳ đó. Nhảy thiết hài sau thập niên 1960 không còn thịnh nhưng vẫn là môn học kinh điển của ngành vũ.

## Thiết hài

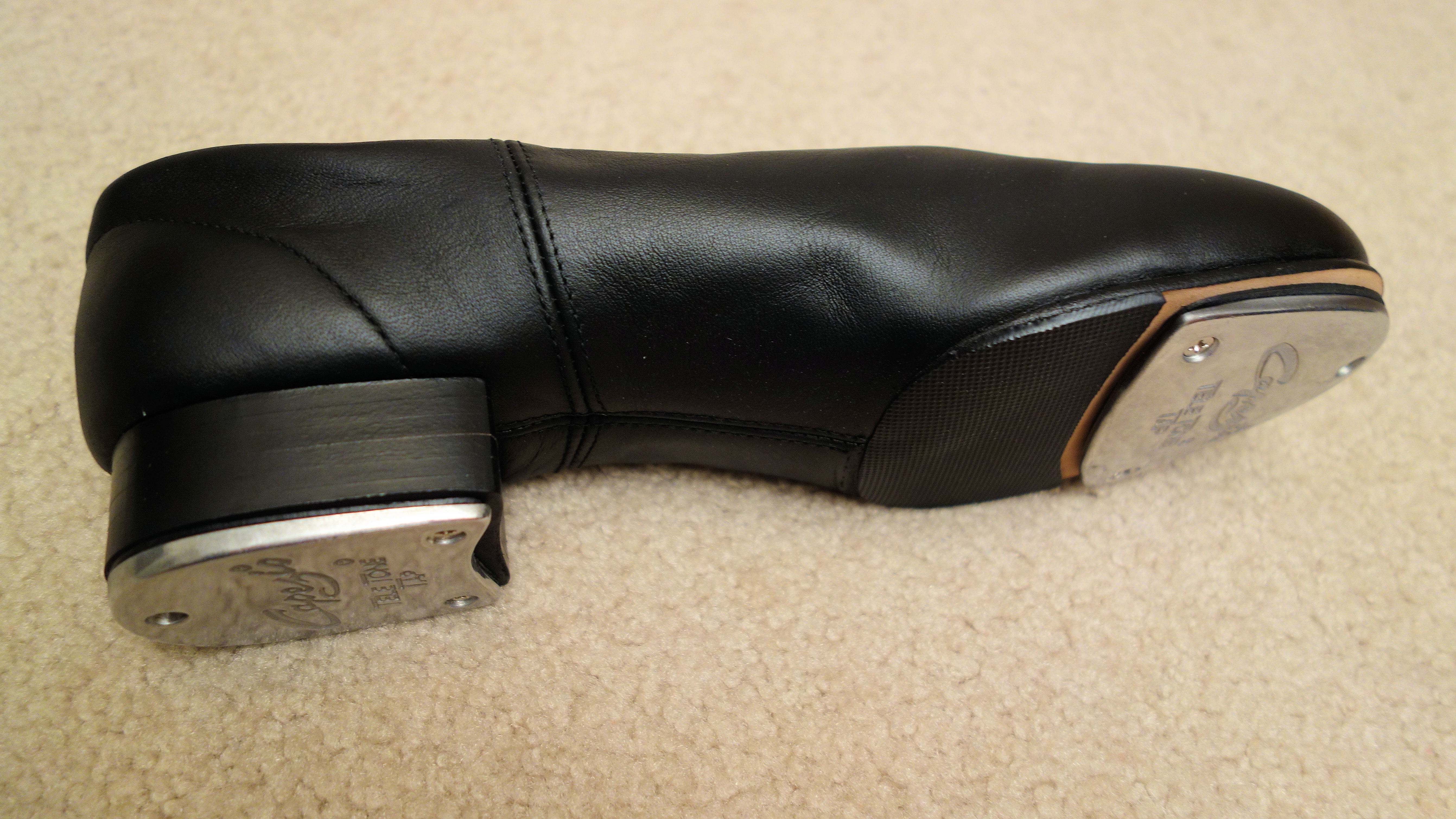

Trong những năm đầu tiên của điệu nhảy tap, giày tap thường có đế gỗ, [14] nhưng hầu hết giày tap kể từ khi có đế da. Có nhiều kiểu giày, giày Oxford rất phổ biến trong điệu nhảy jazz và Mary Jane (giày) là phổ biến đối với các cô gái trẻ trong các lớp học.

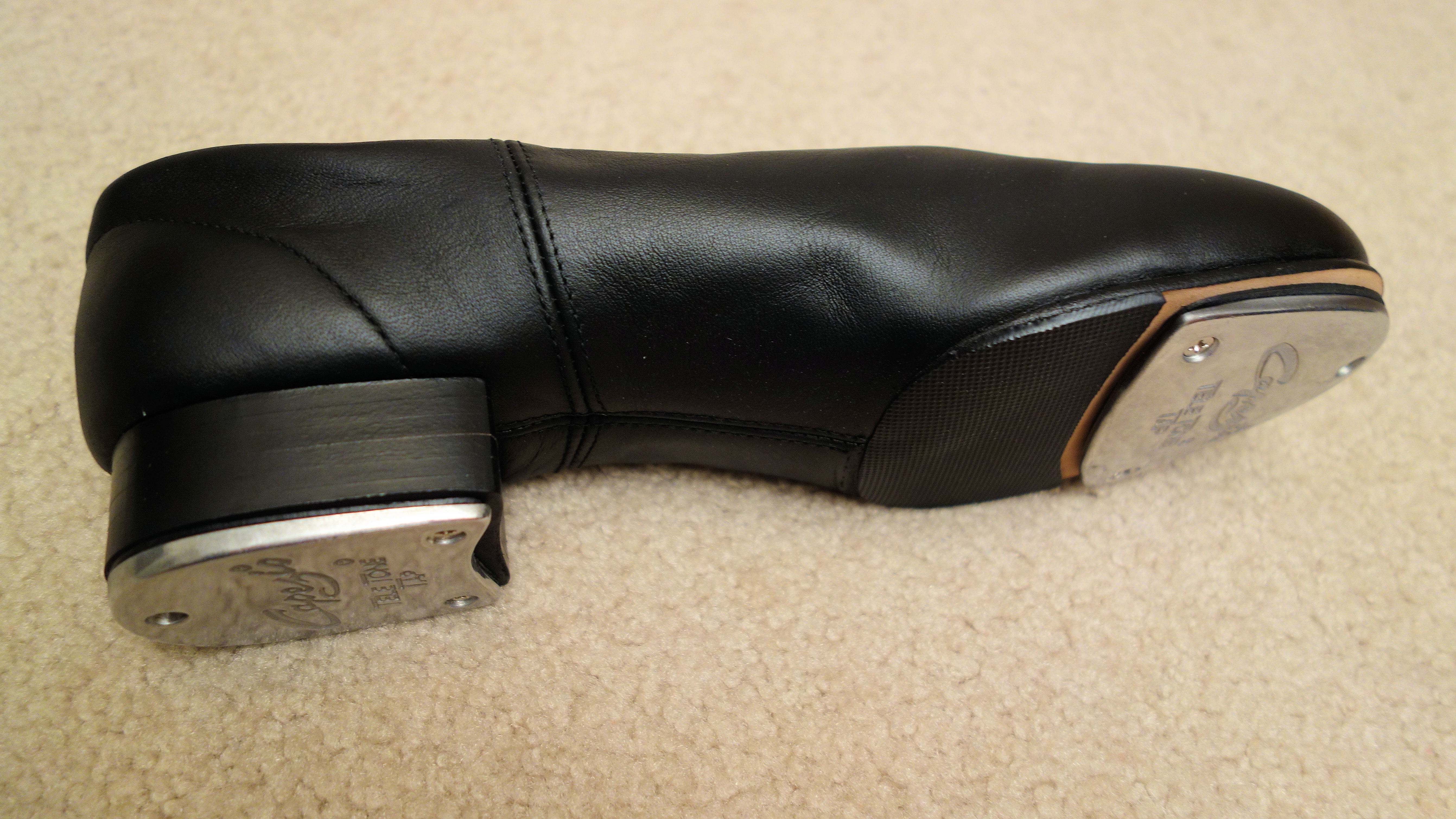
Thiết hài kiểu Oxford
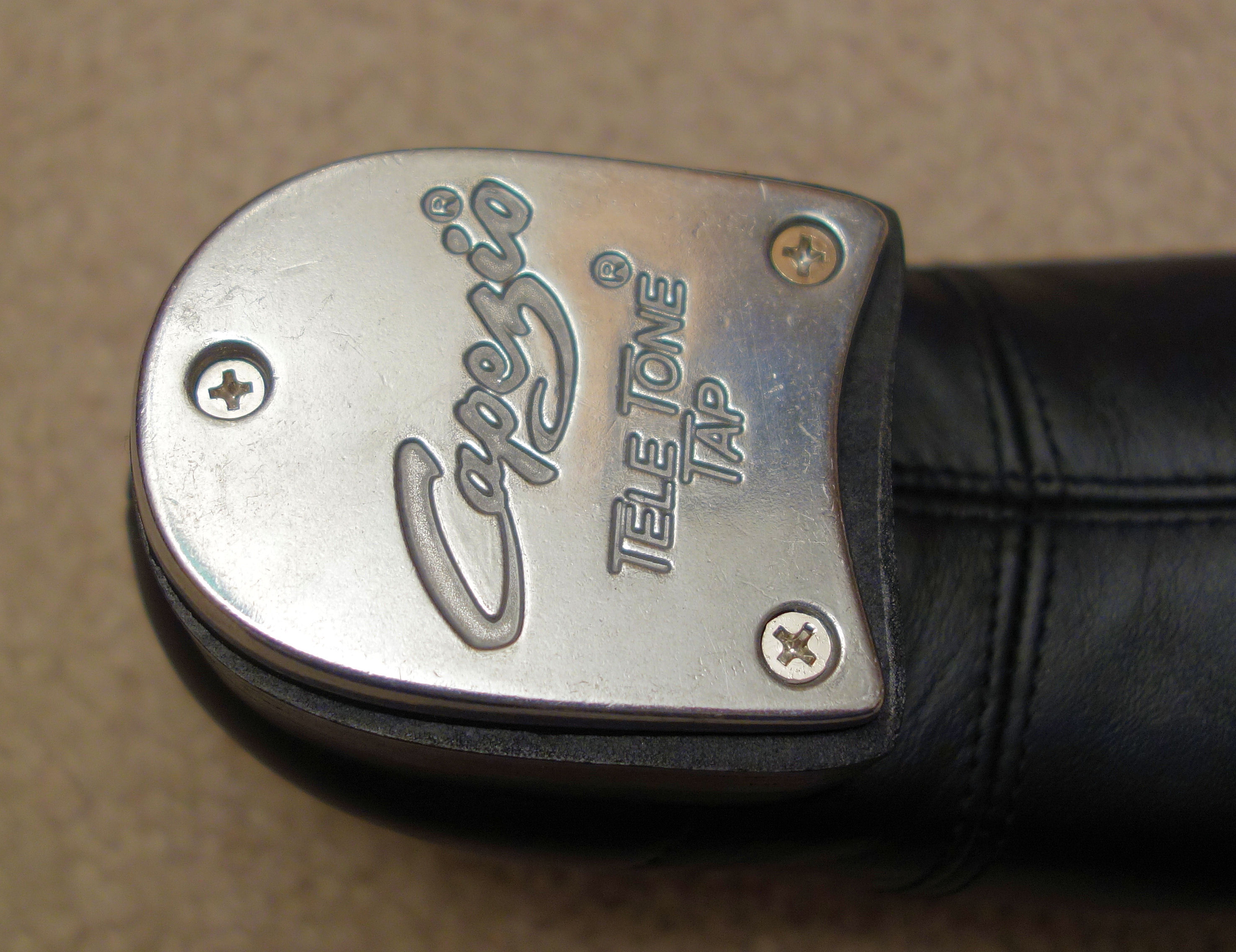
Gót chân thiết hài
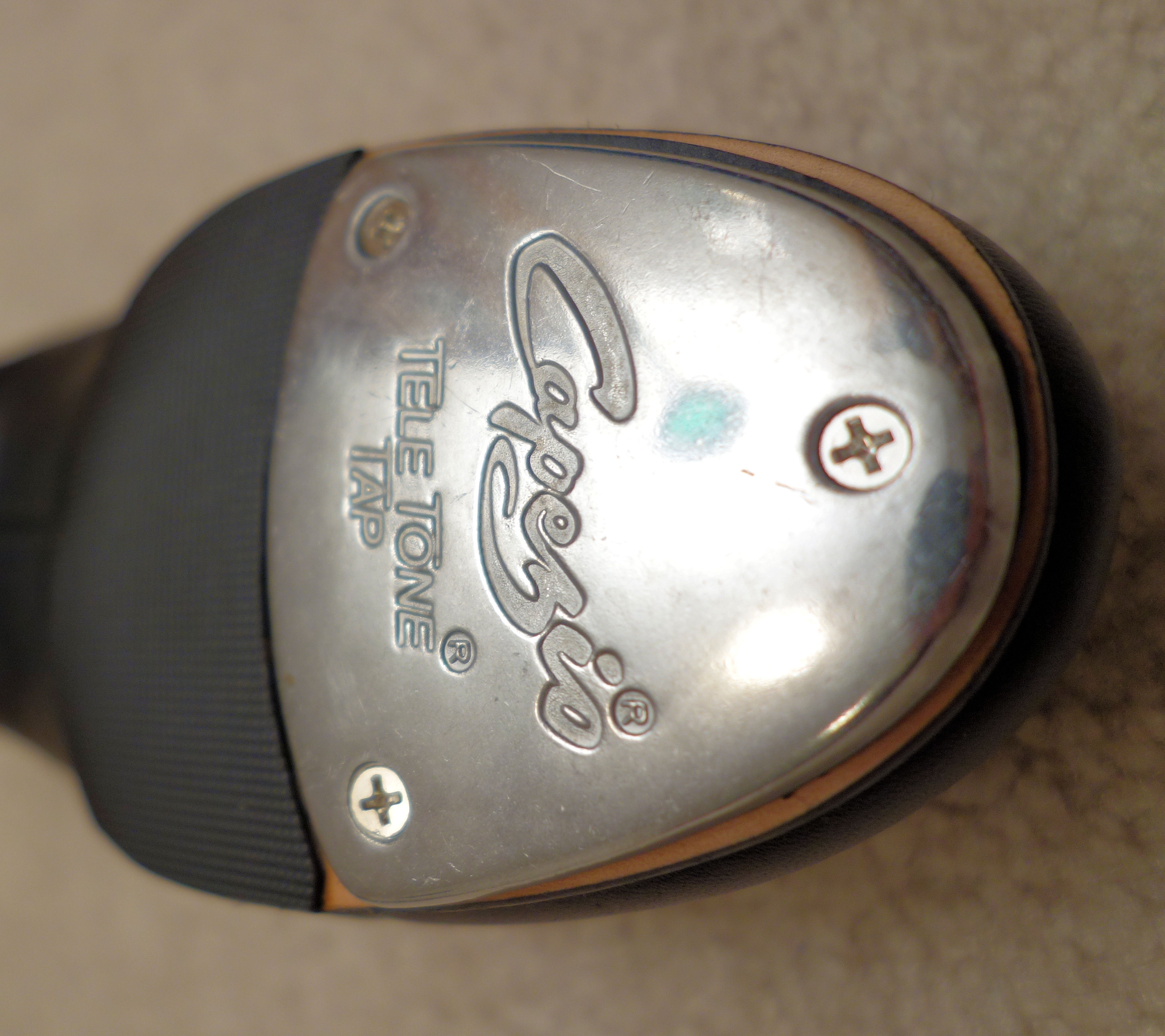
Mũi chân thiết hài
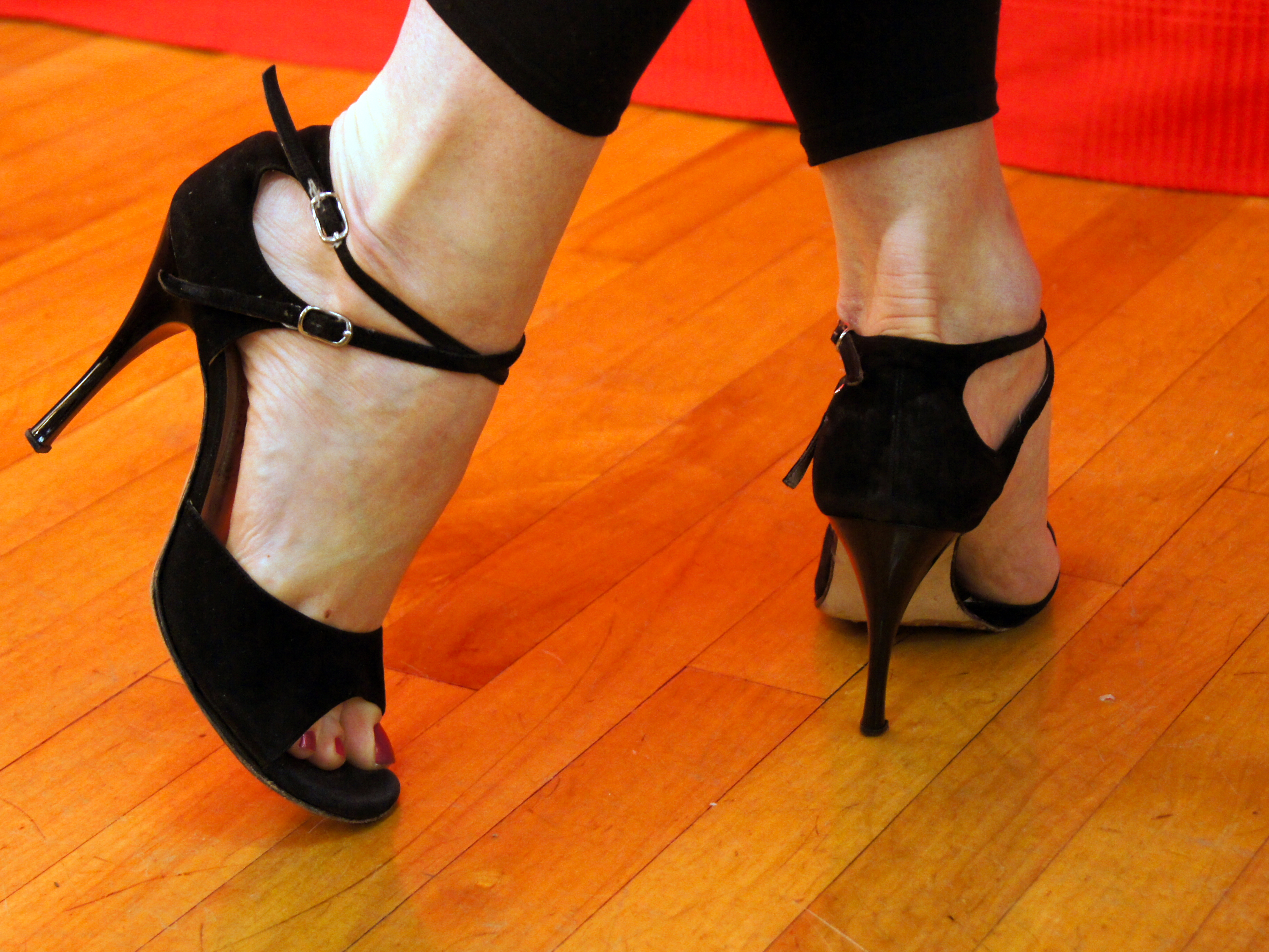
Thiết hài khiểu Mary Jane